# Примењена лингвистика
Примењена лингвистика је грана лингвистике која се првенствено занима за примену лингвистикчких теорија, метода и открића у расветљавању језичких проблема који су настали у другим областима. Најразвијенија грана примењене лингвистике је настава и учење страних језика, и понекад се овај термин користи као да је то једино поље интересовања ове области.
Међутим, примењена лингвистика обухвата и лингвистичку анализу језичких поремећаја (клиничка лингвистика), коришћење језика у образовању на матерњем језику (образовна лингвистика) и нова кретања у лексикографији, превођењу и стилистици. 
Нејасна је граница између примењене лингвистике и разних интердисциплинарних грана лингвистике, као што су социолингвистика и психолингвистика, нарочито с обзиром на то што у интересовање потоњих спадају исходи чисто "примењене" врсте (нпр. планирање националне језичке политике).